# Csíkcsekefalva borvízforrásai és népi fürdői
Csíkcsekefalva keleti részén törnek fel a település borvízforrásai.

## Története
A Csíkszentmártonnal összenőtt Csekefalva keleti határában több borvízforrás tör fel. A források közül a legismertebb a Csekefalvi borvíz, ivóvíznek ezt használják leginkább a helyiek. Vitos Mózes így ír a forrásról a Csíkmegyei füzetekben: „...természetes állapotában, mint ivóvíz igen jó, iható, de borral használva, gyenge.” A Csekefalvi-patak jobb partján található Rosszborvíz nem fogyasztható, a forrás nincs befoglalva, területe elmocsarosodott. A Tókertben feltörő, magas sótartalmú Gothárd borvizet vegyi összetétele miatt – nátrium-hidrogén-karbonát-klorid típusú ásványvíz – palacsintasütésre használják a helyi asszonyok, a forrást még Palacsintasütőnek nevezik. Ettől a forrástól délre található az Orsovály borvízforrás. 
Csíkcsekefalván két népi fürdő is működött régen. A Kömény-feredejét a Kömény család építtette az 1900-az évek elején. A település keleti felében, az erdős részen kialakított deszkamedencés fürdőnek ma már nyoma sincs. A másik fürdőről Vitos Mózes tesz említést a Csíkmegyi füzetekben. A Vén csere alatt feltörő véncserealji borvíz és a tőle száz lépésre kialakított véncserealji fürdő ma már nem létezik.

## Jellegzetessége
A Csekefalvi borvízek kalcium-magnézium-hidrogén-karbonát és nátrium-hidrogén-karbonát-klorid típusú ásványvizek.

## Gyógyhatása
Csekefalva borvizeit napjainkban ivókúrában, régen ivókúrában és fürdőkúrában használták a helyiek és a környéken élők.